# Jody Scheckter
Jody David Scheckter ou mais conhecido como Jody Scheckter, (East London, 29 de janeiro de 1950) é um ex-piloto sul-africano de Fórmula 1, campeão da temporada de 1979, pela Ferrari; ele foi o último campeão de Fórmula 1, antes da morte de Enzo Ferrari.

## Carreira

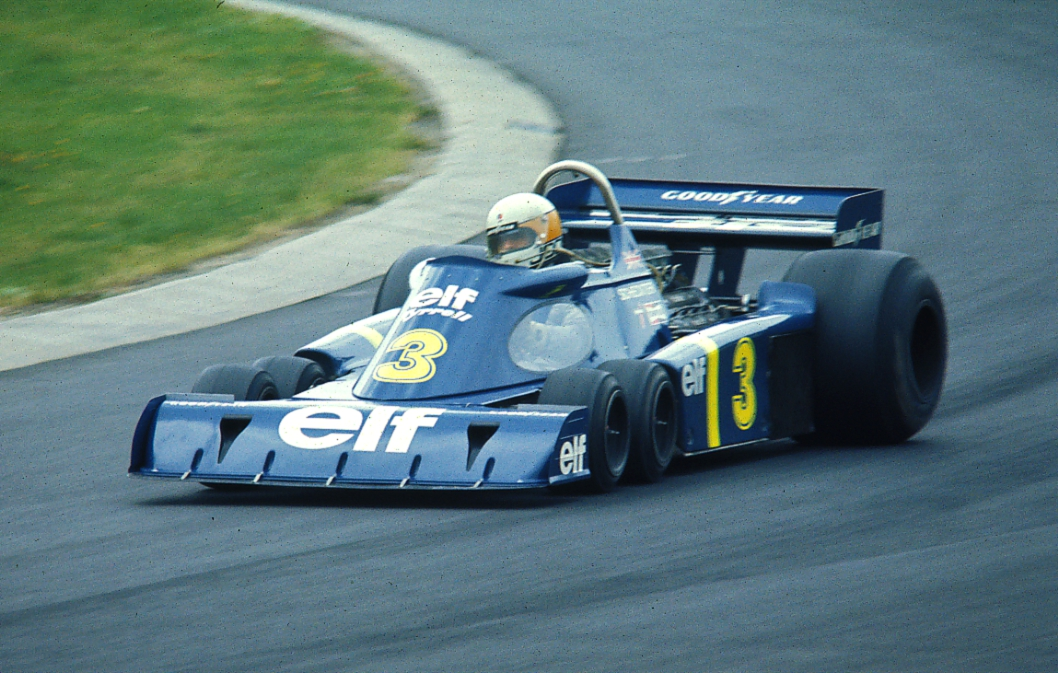
Scheckter na Fórmula 1 em 1976.

Jody Scheckter começou a sua carreira na África do Sul, sua terra natal, a bordo de um Renault 8 Gordini. Em 1970, muda-se para o Reino Unido para correr na Fórmula Ford e rapidamente chega à categoria máxima. A sua estreia foi em Watkins Glen, em 1972, na equipe McLaren. Nesse GP chegou a andar na terceira posição, quando rodou e acabou em nono. Imediatamente se tornou um nome observado. Ele continuou progredindo e, no ano seguinte, venceu o campeonato de Fórmula 5000, além de participar de 5 corridas na F1 como terceiro piloto da McLaren. Na França ele quase venceu em sua terceira participação, antes de colidir com Emerson Fittipaldi. Na corrida seguinte, na Grã-Bretanha, o agressivo Scheckter foi o causador da carambola na primeira volta, que eliminou onze carros.
Apesar destes percalços, que lhe valeram a alcunha de “Baby Bear”, a Tyrrell não teve problemas em contratá-lo em 1974, dando-lhe a primeira temporada completa na F1. Jody recompensou a equipe com o terceiro lugar no campeonato e duas vitórias, uma na Suécia e outra na Inglaterra. Durante o ano, ele marcou pontos em 8 Grandes Prêmios consecutivos, uma das sequências mais longas da época. Um ano um pouco pior foi em 1975, mas em 1976 terminou novamente em 3º no campeonato. Naquela temporada a Tyrrell introduziu o carro mais radical da história da F1: o Tyrrell P34, um carro com seis rodas. Scheckter deu ao carro de seis rodas a sua única vitória, no circuito sueco de Anderstorp. Nas doze corridas com o carro marcou pontos por dez vezes.
Scheckter se transferiu para a equipe de Walter Wolf, em 1977, e deu-lhe uma vitória já na corrida de estreia, na Argentina. Ele venceu mais duas vezes e geralmente terminava no pódio, terminando o campeonato como vice-campeão mundial, logo atrás de Niki Lauda. Depois de um 7º lugar final, em 1978 ele deixou a equipe para integrar a Ferrari, tendo como companheiro de equipe o canadense Gilles Villeneuve para o campeonato de 1979.
Os críticos achavam que ele não se entenderia bem com a equipe, mas Scheckter superou todas as expectativas e ajudou a conquistar o título de construtores enquanto terminava, depois de três vitórias, como campeão da categoria. Porém, ele não conseguiu defender seu título em 1980, chegando a não se qualificar para uma corrida. Depois de conseguir apenas dois pontos, Scheckter decidiu se retirar da competição.
Jody Scheckter tornou-se o último piloto a ganhar um título pela Ferrari até Michael Schumacher conseguir fazê-lo 21 anos depois. Depois da aposentadoria, Scheckter fundou uma companhia que fabricava simuladores para treinamento, tendo vendido a companhia, transformando-o num homem milionário. Após isso, Jody ajudou nas carreiras de pilotos dos filhos Tomas e Toby Scheckter. Tomas corre na Fórmula Indy e foi pole em 2003 nas Indianápolis 500. O irmão de Jody, Ian, também correu na F1 por alguns anos.

## Resultados na Fórmula 1
(Legenda: Corridas em negrito indicam pole position; corridas em itálico indicam volta mais rápida.)
| Temporada | Equipe                     | Chassis       | Motor            | 1       | 2       | 3       | 4       | 5       | 6       | 7       | 8       | 9       | 10      | 11      | 12      | 13      | 14      | 15      | 16      | 17      | Pontos   | Classificação |
| --------- | -------------------------- | ------------- | ---------------- | ------- | ------- | ------- | ------- | ------- | ------- | ------- | ------- | ------- | ------- | ------- | ------- | ------- | ------- | ------- | ------- | ------- | -------- | ------------- |
| 1972      | Yardley Team McLaren       | McLaren M19A  | Ford Cosworth V8 |         |         |         |         |         |         |         |         |         |         |         | EUA 9º  |         |         |         |         |         | 0        | NC            |
| 1973      | Yardley Team McLaren       | McLaren M19C  | Ford Cosworth V8 |         |         | AFS 9º  |         |         |         |         |         |         |         |         |         |         |         |         |         |         | 0        | NC            |
| 1973      | Yardley Team McLaren       | McLaren M23   | Ford Cosworth V8 |         |         |         | FRA Ret | GBR Ret |         |         |         |         | CAN Ret | EUA Ret |         |         |         |         |         |         | 0        | NC            |
| 1974      | Elf Team Tyrrell           | Tyrrell 006   | Ford Cosworth V8 | ARG Ret | BRA 13º | AFS 8º  |         |         |         |         |         |         |         |         |         |         |         |         |         |         | 45       | 3º            |
| 1974      | Elf Team Tyrrell           | Tyrrell 007   | Ford Cosworth V8 |         |         |         | ESP 5º  | BEL 3º  | MON 2º  | SUE 1º  | PAB 5º  | FRA 4º  | GBR 1º  | ALE 2º  | AUT Ret | ITA 3º  | CAN Ret | EUA Ret |         |         | 45       | 3º            |
| 1975      | Elf Team Tyrrell           | Tyrrell 007   | Ford Cosworth V8 | ARG 11º | BRA Ret | AFS 1º  | ESP Ret | MON 7º  | BEL 2º  | SUE 7º  | PAB 16º | FRA 9º  | GBR 3º  | ALE Ret | AUT 8º  | ITA 8º  | EUA 6º  |         |         |         | 20       | 7º            |
| 1976      | Elf Team Tyrrell           | Tyrrell 007   | Ford Cosworth V8 | BRA 5º  | AFS 4º  | USW Ret | ESP Ret |         |         |         |         |         |         |         |         |         |         |         |         |         | 49       | 3º            |
| 1976      | Elf Team Tyrrell           | Tyrrell P34   | Ford Cosworth V8 |         |         |         |         | BEL 4º  | MON 2º  | SUE 1º  | FRA 6º  | GBR 2º  | ALE 2º  | AUT Ret | PAB 5º  | ITA 5º  | CAN 4º  | EUA 2º  | JAP Ret |         | 49       | 3º            |
| 1977      | Walter Wolf Racing         | Wolf WR1      | Ford Cosworth V8 | ARG 1º  | BRA Ret | AFS 2º  | USW 3º  |         | MON 1º  | BEL Ret | SUE Ret |         | GBR Ret |         |         |         | ITA Ret |         | CAN 1º  |         | 55       | 2º            |
| 1977      | Walter Wolf Racing         | Wolf WR2      | Ford Cosworth V8 |         |         |         |         | ESP 3º  |         |         |         |         |         | ALE 2º  |         | PAB 3º  |         | EUA 3º  |         |         | 55       | 2º            |
| 1977      | Walter Wolf Racing         | Wolf WR3      | Ford Cosworth V8 |         |         |         |         |         |         |         |         | FRA Ret |         |         | AUT Ret |         |         |         |         | JAP 10º | 55       | 2º            |
| 1978      | Walter Wolf Racing         | Wolf WR1      | Ford Cosworth V8 | ARG 10º | BRA Ret | AFS Ret |         | MON 3º  | BEL Ret |         |         |         |         |         |         |         |         |         |         |         | 24       | 7º            |
| 1978      | Walter Wolf Racing         | Wolf WR3      | Ford Cosworth V8 |         |         |         | USW Ret |         |         |         |         |         |         |         |         |         |         |         |         |         | 24       | 7º            |
| 1978      | Walter Wolf Racing         | Wolf WR5      | Ford Cosworth V8 |         |         |         |         |         |         | ESP 4º  | SUE Ret | FRA 6º  | GBR Ret | ALE 2º  | AUT Ret |         | ITA 12º |         |         |         | 24       | 7º            |
| 1978      | Walter Wolf Racing         | Wolf WR6      | Ford Cosworth V8 |         |         |         |         |         |         |         |         |         |         |         |         | PAB 12º |         | EUA 3º  | CAN 2º  |         | 24       | 7º            |
| 1979      | Scuderia Ferrari SpA SEFAC | Ferrari 312T3 | Ferrari F12      | ARG Ret | BRA 6º  |         |         |         |         |         |         |         |         |         |         |         |         |         |         |         | 511 (60) | 1º            |
| 1979      | Scuderia Ferrari SpA SEFAC | Ferrari 312T4 | Ferrari F12      |         |         | AFS 2º  | USW 2º  | ESP 4º  | BEL 1º  | MON 1º  | FRA 7º  | GBR 5º  | ALE 4º  | AUT 4º  | PAB 2º  | ITA 1º  | CAN 4º  | USA Ret |         |         | 511 (60) | 1º            |
| 1980      | Scuderia Ferrari SpA SEFAC | Ferrari 312T3 | Ferrari F12      | ARG Ret | BRA Ret | AFS Ret | USW 5º  | BEL 8º  | MON Ret | FRA 12º | GBR 10º | ALE 13º | AUT 13º | PAB 9º  | ITA 8º  | CAN NQ  | USE 11º |         |         |         | 2        | 19º           |

- ↑1  Nos descartes

## Vitórias por equipe
- Tyrrell: 4
- Ferrari: 3
- Wolf: 3